# In (latin)
Pour les articles homonymes, voir IN.
In est une préposition latine signifiant « dans ». La prononciation est /in/ dans chacune des trois prononciations du latin qui ont été en usage en France durant le vingtième siècle (la restituée ou universitaire ; la romaine ou vaticane ; la traditionnelle ou française).

## Inemployée seule en français
Elle s’utilise dans la langue française, par exemple pour mieux séparer dans une bibliographie, le titre d’article du titre d’une publication :
- NOM (Prénom), « Titre de l’article », in Titre de la publication, tomaison, année, page(s).

Ce mot latin se prononce /in/ en français.
Terme étranger, in est à mettre en italique dans un texte en français, mais dans un souci de clarté on le met en romain lorsqu’il est suivi d’un titre de revue lui-même en italique :
- NOM (Prénom), « Titre de l’article », in Titre de la publication, tomaison, année, page(s).

## Indans des termes latins usités en français
Formats de livres :
- in-folio
- in-quarto, également noté in-4o
- in-octavo, également noté in-8o
- in-duodecimo, également appelé in-douze car généralement noté in-12 au lieu de in-12o

Le trait d'union ne trouve pas dans les expressions latines d’origine.
Autres :
- Les agentes in rebus (en grec : Άγγελιαφόροι [litt. messagers] ou μαγιστριανοί [litt. hommes du maître]) désignèrent du IVe au VIIe siècle les courriers impériaux ainsi que certains agents généraux du gouvernement impérial.
- Un fœtus in fœtu ou fetus in fetu est une anomalie du développement de l’embryon au cours de laquelle un fœtus se trouve inclus à l’intérieur du corps de son jumeau

## Usage duindans des expressions latines
On retrouve le in latin dans plusieurs locutions latines en usage en français courant, dont voici quelques exemples :
Caritas in veritateL’amour dans la vérité
Dum vitant stulti vitia in contraria curruntPour fuir un défaut, les maladroits tombent dans le défaut contraire.
In abstracto
In articulo mortisest une locution latine qui, traduite littéralement, signifie « à l’acte de la mort ». C’est une locution issue du vocabulaire ecclésiastique qui s’utilise pour indiquer les actions accomplies par une personne quand elle est en danger de mort, c’est-à-dire sur son lit de mort.
In camera
In cauda venenumDans la queue le venin
In dubio pro reoLe doute profite à l’accusé (en cas de doute, on acquitte)
In extensodans son intégralité
In extremisDe justesse
In fineÀ la fin
In girum imus nocte et consumimur igniNous tournons en rond dans la nuit et nous sommes dévorés par le feu (C’est un palindrome.)
In medias resAu milieu des choses (technique littéraire, filmique, qui consiste à commencer un récit au milieu d'une action, ou lorsque la majorité des actions a déjà eu lieu)
In medio stat virtusLa vertu se tient au milieu... et non aux extrêmes (correspond au grec μηδεν αγαν (mêdén ágan) « Rien de trop !», inscription du temple des Sept sages qui met en garde contre toute exagération)
In Memoriam
In partibus infideliumEn territoire des infidèles : se dit d’un siège titulaire, c'est-à-dire d’un diocèse confié à un évêque ne pouvant avoir de juridiction de fait sur celui-ci ; parfois abrégé en in partibus.
In omnia paratusÀ toute chose préparé (ou paré à toute éventualité)
In pectoreEn latin « dans la poitrine/au fond du cœur »), terme utilisé dans l’Église catholique romaine pour faire allusion aux nominations par le pape dans le Sacré-Collège lorsque le nom d’un nouveau promu n’est pas révélé publiquement (il est réservé par le pape qui le garde « dans son sein »).
In silicoDans le silicium (expression latine fabriquée à la fin du XXe siècle, pour dire par ordinateur en opposition à in vivo et in vitro)
In situSur le lieu même
In uteroDans l’utérus
In utroque jure
In varietate concordiadevise de l’Union européenne (UE)
In vino veritasLa vérité est dans le vin
In vitam æternam ou In vitam aeternamDans la vie [se trouve] l’éternité
In vitroSur le verre (en laboratoire)
In vivoSur le vivant (sur le terrain)
Mens sana in corpore sanoMens sana in corpore sano est une citation extraite de la dixième Satire de Juvénal. On la traduit ainsi : « un esprit sain dans un corps sain ».
Requiescat in pace(RIP) est une locution latine signifiant « Qu’il/elle repose en paix ».
Restitutio in integrumest locution latine qui signifie littéralement « restitution en entier » que l’on traduirait plutôt par « restitution en état d’origine ».
Subsistit interme théologique.

## Autres
Caritas in veritate (en latin« l’amour dans la vérité ») : titre de la troisième encyclique du pape Benoît XVI
Diabolus In Musica terme de musique et titres d’œuvres
Et in Arcadia ego (homonymie) nom donné à plusieurs tableaux
In Cœna DominiLa bulle pontificale In Cœna Domini prononce une excommunication générale contre tous les hérétiques, les contumaces et les ennemis du Saint-Siège. Elle fut ainsi nommée parce qu'on la lisait publiquement à Rome tous les ans le jour de la Cène (jeudi saint). Elle fut rendue par Paul III en 1536 ; Clément XIV en supprima la lecture en 1770.
In dulci jubilotitre d’un chant de Noël
In eminentiune bulle pontificale émise le 6 mars 1642 par le pape Urbain VIII
In eminenti apostolatus speculaune bulle pontificale émise le 28 avril 1738 par Clément XII (1730-1740) contre la Franc-maçonnerie
In Extensocollection littéraire, créée en 1909 par les éditions La Renaissance du Livre
In Extremogroupe de folk metal/metal médiéval allemand fondé à Kirchen en 1995
In girum imus nocte et consumimur ignifilm français réalisé par Guy Debord, sorti en 1978
In Nominejeu de rôle américain créé par Derek Pearcy et publié en 1997 par Steve Jackson Games
In Nomine Satanis - Magna Veritas (INS - MV)jeu de rôle
In paradisum(en français : Au paradis) incipit d’une hymne latine faisant partie de l’absoute
In Plurimisune encyclique de Léon XIII publiée le 5 mai 1888 adressée à l’épiscopat du Brésil
In Sorte Diaboli(locution latine signifiant en français « Dans le destin du Diable ») : septième album studio du groupe de Black Metal Symphonique norvégien Dimmu Borgir
In speœuvre pour quintette à vents et orchestre à cordes écrite par le compositeur estonien Arvo Pärt en 2010
In Supremo Apostolatusbulle du 3 décembre 1839 par laquelle le pape Grégoire XVI statue sur l’esclavage
In Tenebrisun thriller écrit par Maxime Chattam, publié en 2003 aux éditions Michel Lafon.
In terra paxun oratorio pour cinq solistes et double chœur de Frank Martin composé en 1944
In Uterostudio français indépendant de développement de jeu vidéo.
Spem in aliummotet à quarante voix indépendantes, composé par Thomas Tallis (c.1505 - 1585).